# Euplassa saxicola
Euplassa saxicola är en tvåhjärtbladig växtart som först beskrevs av Richard Evans Schultes, och fick sitt nu gällande namn av Julian Alfred Steyermark. Euplassa saxicola ingår i släktet Euplassa och familjen Proteaceae. Inga underarter finns listade i Catalogue of Life.